# زلزال وتسونامي فلوريس 1992
زلزال وتسونامي فلوريس وقعت في 12 ديسمبر 1992م في جزيرة فلوريس في إندونيسيا. بلغت قوته 7.8، وبحد أقصى في مركالي بقوة 8 (درجة شديدة)، كان أكبر وأكثر زلزال مميت في عام 1992.

## الوصف
ضرب الزلزال الساعة 13:29:26 بتوقيت إندونيسيا وأعقبه عدة هزات ارتدادية خطيرة. قتل أو فقد 2.500 شخص على الأقل بالقرب من فلوريس، بما في ذلك 1.490 في موميري و700 في بابي. أصيب أكثر من 500 شخص وترك 90.000 شخص بدون مأوى. قُتل 19 شخصًا ودُمر 130 منزلاً في كالوتوا. قدرت الأضرار بأكثر من 100 مليون دولار أمريكي. تم تدمير ما يقرب من 90 ٪ من المباني في ماوميري وهي المدينة الأكثر تضررا، من جراء الزلزال والتسونامي الذي أعقب ذلك، في حين أن 50 ٪ إلى 80 ٪ من المباني في فلوريس قد تضررت أو دمرت. تم إغلاق الكهرباء في المنطقة العامة وميناء ماومير. دمر مستشفى ماومير بالكامل، وتم علاج المرضى في الخيام. كما حدث الضرر في مناطق سومبا وألور.

### التسونامي
امتد تسونامي في فلوريس إلى الداخل لمسافة 300 متر بارتفاع أمواج بلغ 25 مترًا.

## جهود الإغاثة
أرسلت الحكومة الإندونيسية بعثات إنقاذ وإغاثة إلى المناطق المنكوبة بالزلزال وأعلنت الزلزال كارثة وطنية. قدم سلاح الجو الإندونيسي المساعدة، معظمها نقل الأدوية والملابس. ارتفعت الملاريا والإنفلونزا بشكل ملحوظ بعد الكارثة. تم إجلاء الناجين من جزيرة بابي حيث هدمت جميع المنازل في الجزيرة. أعاقت بداية موسم الأمطار جهود الإغاثة الدولية.
كما طلبت الحكومة الإندونيسية المساعدة من المجتمع الدولي. قامت وكالات مثل بنك التنمية الآسيوي في آسيا إلى جانب البنك الدولي والوكالة الأسترالية للتنمية الدولية والصندوق الياباني للتعاون الخارجي وغيرها بجهود منسقة لدعم إعادة الإعمار. ركزت كل وكالة على القطاعات والمواقع التي لديها خبرة.